# Robert Towne
Robert Burton Towne, geboren als Robert Bertram Schwartz (Los Angeles, 23 november 1934 – aldaar, 1 juli 2024), was een Amerikaans scenarist en regisseur. Hij maakte deel uit van de New Hollywood-generatie die hoogtij vierde vanaf het midden van de jaren zestig tot de vroege jaren tachtig van de twintigste eeuw. Hij had de reputatie een van de beste scriptdoctors in Hollywood te zijn.

## Leven en werk
Towne werd als Robert Schwarz geboren op 23 november 1934 in Los Angeles en groeide op in San Pedro. Hij was van 1977 tot 1982 getrouwd met de actrice Julie Payne en kreeg met haar een dochter. In 1984 trouwde hij opnieuw en uit dat huwelijk kreeg hij ook een dochter.

### Opleiding en eerste filmstappen
Towne studeerde af aan Pomona College in Claremont, Californië. Hij werd werkzaam in de filmwereld en schreef enkele scenario's voor Roger Corman (zoals de sciencefictionfilm Last Woman on Earth uit 1960 en de horrorfilm The Tomb of Ligeia uit 1964) en eveneens voor de televisie.

### Filmcarrière
Towne was scenarist en regisseur, maar was vooral bekend omwille van zijn scenario's. Hij werd een van de beste scenaristen uit Hollywood genoemd. Pas vanaf de jaren 80 begon hij met wisselvallig succes films te regisseren. Hij wordt ook omschreven als een van de beste scriptdoctors. Een scriptdoctor is iemand die een slecht scenario verbetert door scènes te verwijderen of toe te voegen, of door het scenario volledig of gedeeltelijk te herschrijven. Vaak is de inbreng van de scriptdoctor klein, maar wel noodzakelijk. Towne schreef als scriptdoctor scènes voor films zoals Bonnie and Clyde (1967), The Godfather (1972), The Parallax View (1974) en The Rock (1996).
Hij schreef ook zelf scenario's voor onder meer Chinatown (1974), Shampoo (1975), The Two Jakes (sequel van Chinatown, 1990) en Mission: Impossible (1996). In 1975 won hij een Academy Award en BAFTA Award voor het scenario van Chinatown van Roman Polański.
Towne regisseerde vier films: het drama Personal Best (1982), de romantische misdaadfilm Tequila Sunrise (1988, met Mel Gibson, Kurt Russell en Michelle Pfeiffer), de biografische sportfilm Without Limits (over Steve Prefontaine, 1998) en het romantisch drama Ask the Dust (2006, met Colin Farrell en Salma Hayek). Hij was lange tijd buurman van regisseur Sydney Pollack en schreef het scenario voor twee van diens films: The Yakuza (1974) en The Firm (1993) met onder anderen Tom Cruise. Towne en Cruise, voor wie hij vier scenario's schreef, waren goede vrienden.
Towne overleed op 1 juli 2024 op 89-jarige leeftijd.

## Filmprijzen

### Prijzen

#### Academy Award
- 1975 – Best Writing, Original Screenplay – Chinatown (1974)

#### BAFTA Award
- 1975 – Best Screenplay' – Chinatown (1974)

#### Golden Globe
- 1975 – Best Screenplay – Motion Picture – Chinatown (1974)

### Nominaties

#### Academy Award
- 1974 – Best Writing, Screenplay Based on Material from Another Medium – The Last Detail (1973)
- 1976 – Best Writing, Original Screenplay – Shampoo (1975)
- 1985 – Best Writing, Screenplay Based on Material from Another Medium – Greystoke: The Legend of Tarzan, Lord of the Apes (1984)

#### Razzie Award
- 1997 – Worst Written Film Grossing Over $100 Million – Mission: Impossible (1996)

## Filmscenario's
- 1960 – Last Woman on Earth
- 1964 – The Tomb of Ligeia
- 1967 – Bonnie and Clyde
- 1968 – Villa Rides
- 1971 – Drive, He Said
- 1972 – Cisco Pike
- 1972 – The New Centurions
- 1973 – The Last Detail
- 1974 – The Parallax View
- 1974 – Chinatown
- 1974 – The Yakuza
- 1975 – Shampoo
- 1976 – The Missouri Breaks
- 1977 – Orca
- 1978 – Heaven Can Wait (1978)
- 1982 – Personal Best
- 1983 – Deal of the Century

- 1984 – Greystoke: The Legend of Tarzan, Lord of the Apes
- 1986 – 8 Million Ways to Die
- 1987 – Tough Guys Don't Dance
- 1988 – Frantic
- 1988 – Tequila Sunrise
- 1990 – Days of Thunder
- 1990 – The Two Jakes
- 1993 – The Firm
- 1994 – Love Affair
- 1996 – Mission: Impossible
- 1998 – Without Limits
- 2000 – Mission: Impossible II
- 2006 – Ask the Dust

- Bibsys: 90844148
- Biblioteca Nacional de España: XX1181771
- Bibliothèque nationale de France: cb13984409z (data)
- Catàleg d'autoritats de noms i títols de Catalunya: 981058521252806706
- CiNii: DA08938686
- Gemeinsame Normdatei: 129316865
- International Standard Name Identifier: 0000 0003 6859 2324
- Library of Congress Control Number: n85038515
- Nationale Bibliotheek van Letland: 000035929
- Nationale Bibliotheek van Tsjechië: js20060623024
- Nationale Bibliotheek van Israël: 987007333137705171
- Nederlandse Thesaurus van Auteursnamen: 071245162
- Réseau des bibliothèques de Suisse occidentale: 02-A003907816
- SNAC: w61j988z
- Système universitaire de documentation: 057409218
- Virtual International Authority File: 84251577
- WorldCat: E39PBJjXgkgxmyQwPpk48tKjmd